# BMW M51
BMW M51 er en dieselmotor fra BMW. Motoren afløste M21 i juli 1991. Afløseren M57 kom i 1998, men M51 blev fortsat bygget frem til 2001.
Motoren er en sekscylindret rækkemotor med hvirvelkammerindsprøjtning. I 1994 kom den i en firecylindret udgave, kaldet M41.
Udover BMW blev motoren også brugt af Opel i en neddroslet udgave i Opel Omega, og af Land Rover i Range Rover.

## Tekniske specifikationer
Alle varianter har 12 ventiler og slagvolume på 2.497 cm³. 
| Motor            | Max. effekt kW (hk) / omdr. | Max. drejningsmoment Nm / omdr. | Produktionsår | Applikationer                      |
| ---------------- | --------------------------- | ------------------------------- | ------------- | ---------------------------------- |
| M51 D25UL        | 85 (115) / 4800             | 222 / 1900                      | 1991−1996     | E36 325td, E34 525td               |
| M51 D25OL        | 105 (143) / 4800            | 260 / 2200                      | 1991−1996     | E36 325tds, E34 525tds             |
| X 25 DT          | 96 (130) / 4500             | 250 / 2200                      | 1994−2001     | Opel Omega 2.5 TD                  |
| M51 D25TU UL     | 85 (115) / 4800             | 230 / 1900                      | 1996−2000     | E36 325td, E39 525td               |
| M51 D25TU OL     | 105 (143) / 4600            | 280 / 2200                      | 1995−2000     | E36 325tds, E38 725tds, E39 525tds |
| Ukendt motorkode | 100 (136) / 4400            | 270 / 2300                      | 1994−2001     | Range Rover 2.5 TD                 |